# 焦和
焦 和（しょう わ、生没年不詳）は、中国後漢末期の政治家。

## 生涯
初平年間に青州刺史となる。反董卓連合に参加し、洛陽へと攻め上った。その後、袁紹と曹操が董卓軍に敗れると、黄巾賊の残党が跋扈する事態となる。焦和は優れた武器、多数の兵士を保有していたが、情報を集める斥候を配置しておらず、賊軍の噂や姿を確認しただけで逃走し、激しい戦闘に臨んだことはなかった。室内での清談においては勇ましい議論を展開したが、出陣すると混乱してどんな命令を下すべきか分からず、よろずの神に祈りを捧げ、筮竹や巫女にすがる有様だった。その結果として青州は荒れ果て、一帯は廃墟となった。
焦和が死去した後、袁紹は臧洪に青州を治めさせた。その後、2年間の内に、一帯に跋扈していた賊軍は討伐された。